# آزادراه ۹ (ایران)
آزادراه ۹ یا آزادراه معلم، آزادراهی در مرکز ایران واقع در استان اصفهان است. این آزادراه حدود ۳۲ کیلومتر درازا دارد و بلوار کاوه را به جادهٔ ۶۵ متصل می‌کند.

## مسیر
|                              | بزرگراه شهید زاهدی شمال بطرف میمه-دلیجان-تهران جنوب بطرف شاهین‌شهر-اصفهان |
|                              | شاهین‌شهر-شمال پایگاه هسا                                                 |
|                              | شاهین‌شهر-جنوب گرگاب                                                      |
|                              | جاده ۶۵۶ گزبرخوار شرکت پالایش نفت اصفهان                                 |
|                              | خورزوق بطرف بزرگراه شهید زاهدی                                           |
| اصفهان منطقه ۱۲ شهرداری      |                                                                          |
|                              | بلوار تاکسیرانی                                                          |
| ادامه دارد بصورت: بلوار کاوه |                                                                          |
| از جنوب به شمال              |                                                                          |

1. ↑  «اتصال آزادراه معلم به بلوار فرزانگان، پروژه شاخص ایمن‌سازی شهر اصفهان». ایمنا. ۲۰۲۳-۰۱-۲۶. دریافت‌شده در ۲۰۲۳-۰۵-۱۰.